# Strängnäs
Strängnäs je město v kraji Södermanland ve Švédsku. Město leží u jezera Mälaren a má okolo 13 000 obyvatel. Je sídlem diecéze luteránské, dříve římskokatolické církve. 

## Historie
Osada Vikingů zde existovala již kolem roku 1080, kdy sem přišel anglosaský misionář Svatý Eskil a pokusil se zabránit pohanské oběti. Místní pohané ho ukamenovali. Na obětním místě stojí katedrála. V roce 1120 byl Strängnäs poprvé písemně zmíněn jako  biskupství "Stringines". Přípona -näs odkazuje na ostroh, na kterém stojí nejstarší stavby města. Kolem roku 1280 byl postaven první kamenný kostel a v obci  sídlil dominikánský klášter. V roce 1336 získal Strängnäs městská práva. V letech 1520-1524 zde vystoupil jáhen Olaus Petri a poprvé kázal o Lutherově reformaci církve. 6. června 1523 byl před katedrálou Gustav Vasa zvolen švédským králem, od té doby se 6. června slaví švédský národní svátek.

## Pamětihodnosti
- Katedrála ve Strängnäsu, dřevěný kostelík Vikingů na tomto místě stál již ve 12. století, cihlovou chrámovou stavbu založili v 50. letech dominikáni na památku anglosaského misionáře svatého Eskila, vedle něj byla vystavěna první katedrála, kterou biskup Anund Jonsson vysvětil roku 1291. Současná stavba je síňové trojlodí zaklenuté křížovými klenbami, z 1. poloviny 15. století, přestavěné po požáru ve 2. polovině 15. století. Z té doby pocházejí gotické nástěnné malby. Umělecké vybavení interiéru patří k nejvýznamnějším ve Švédsku.

Král Karel IX. (+1611) a jeho druhá manželka Kristina Holštýnsko-Gottorpská (+1625) si katedrálu vybrali za svou nekropoli. Jsou tu pohřbeni i další členové rodiny,  
polní maršál Karl Karlsson Gyllenhielm (1554-1650), levoboček krále Karla IX., jeho žena Kristina Ribbing (+ 1656), vévoda Jan Kazimír Falcko-Zweibrückenský (+1651) a jeho manželka, princezna Kateřina Vasa (+ 1638) či princezna Alžběta Isabela (1564-1566), prvorozená dcera krále Jana III. a královny Kateřiny Jagellonské.
- Tomášské gymnázium
- Větrný mlýn

## Galerie

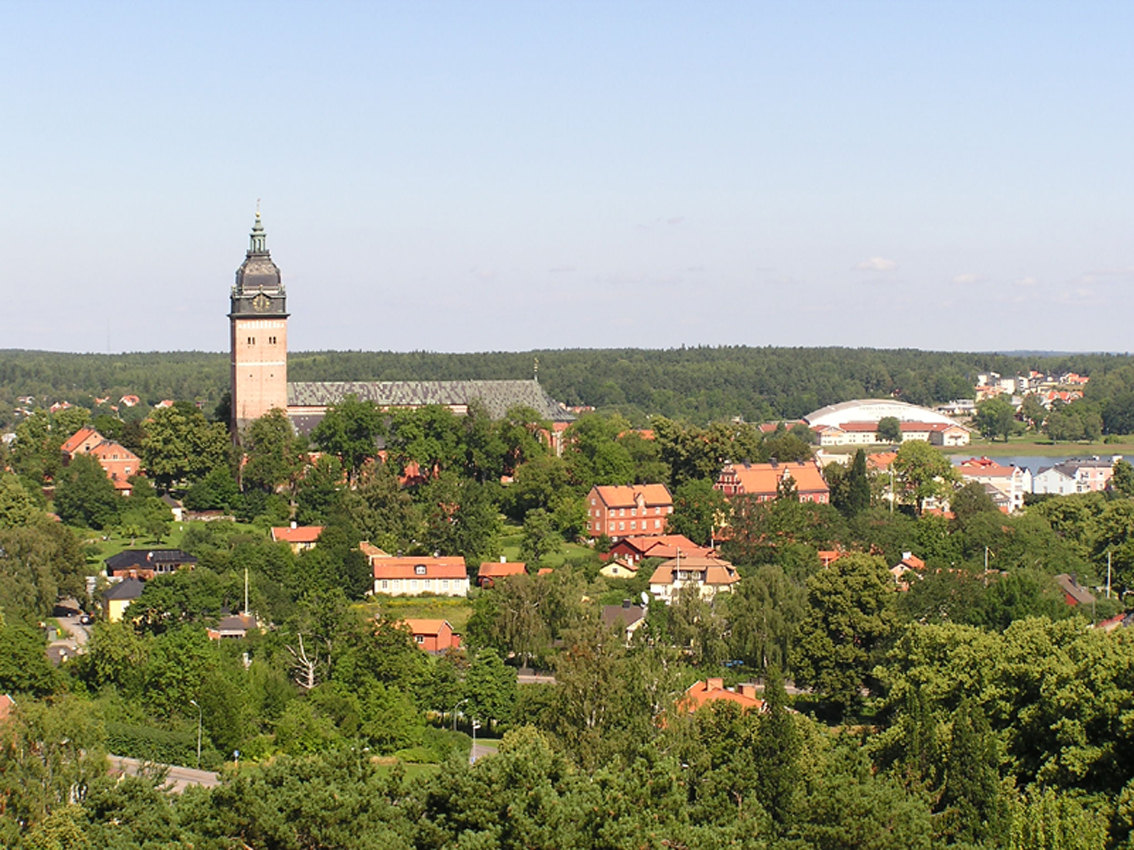
Panorama Strängnäsu
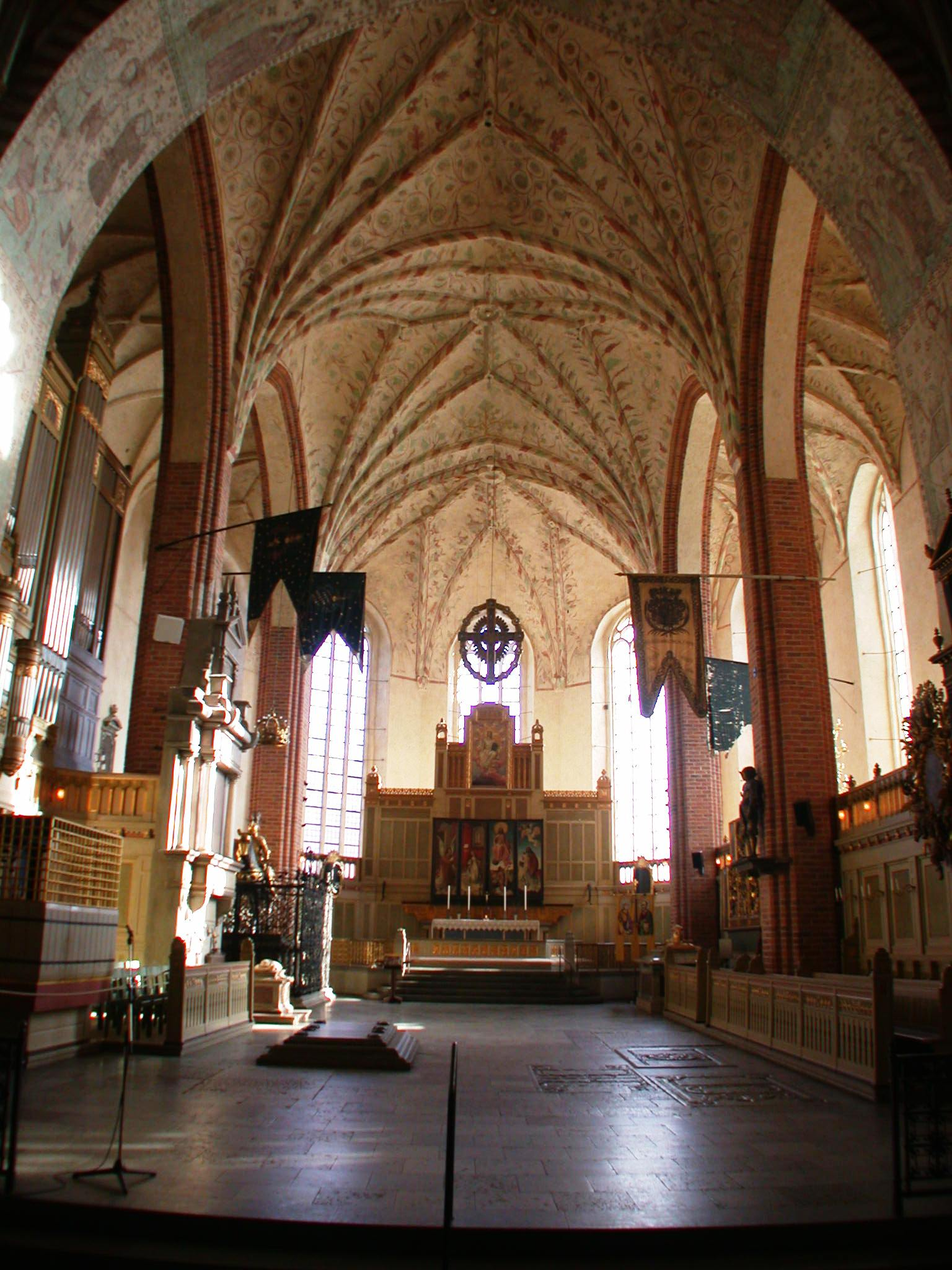
Interiér katedrály

## Partnerská města
- Leikanger, Norsko
- Ratzeburg, Německo
- Ribe, Dánsko